# Taupomeer
Het Taupomeer (Engels: Lake Taupo), dat circa 600 km² groot is, is een meer in het centrum van het Noordereiland van Nieuw-Zeeland. Het is het grootste zoetwatermeer van Australazië. Dit kratermeer ligt 350 meter boven zeeniveau. Het meer wordt door witte puimsteenstranden en rotsige inhammen omringd. De stad Taupo ligt aan de noordkant van het meer, dat zelf centraal in het noordelijke eiland ligt. Het meer zit vol met forel, waarvan het zaad ooit meegenomen is uit Californië.

## Ontstaan en vulkanisme
Het meer ligt midden in het vulkanisch gebied Taupo. De caldera waarin het meer zich bevindt, ontstond ongeveer 22.600 jaar geleden bij een gigantische vulkaanuitbarsting van de Taupovulkaan met een kracht van 8 op de schaal van de Vulkanische-explosiviteitsindex. Hierbij werd 1170 km³ aan materiaal uitgestoten, meer dan het honderdvoudige van wat de Mount Pinatubo uitstootte in 1991. Hiermee valt de uitbarsting in de categorie van de supervulkanen. De as daalde neer over een enorm gebied en wordt nog steeds op verschillende plaatsen gevonden. 
Uit geologisch onderzoek zijn 28 andere uitbarstingen vastgesteld over de laatste 22.000 jaar. De sterkste daarvan was die van 180 na Chr., met een kracht van 7 (ongeveer 120 km³), hetgeen een van de krachtigste uitbarstingen is in de historische geschiedenis. Uit nieuw onderzoek zou moeten blijken dat deze datum ook op het jaar 232 na Chr. gesteld kan worden. 